# San Nicola Manfredi
San Nicola Manfredi község (comune) Olaszország Campania régiójában, Benevento megyében.

## Fekvése
A megye déli részén fekszik, 50 km-re északkeletre Nápolytól, 8 km-re délkeletre a megyeszékhelytől. Határai: Benevento, Ceppaloni, Chianche, Montefusco, Paduli, Petruro Irpino, San Giorgio del Sannio, San Martino Sannita, Sant’Angelo a Cupolo és Torrioni.

## Története
A települést valószínűleg a 11. században alapították. A következő századokban nemesi birtok volt. A 19. században nyerte el önállóságát, amikor a Nápolyi Királyságban felszámolták a feudalizmust.

## Népessége
A népesség számának alakulása:

## Főbb látnivalói
- Palazzo Sozi Carafa
- San Nicola-templom